# سیارک ۴۶۵۶۸
سیارک ۴۶۵۶۸ (به انگلیسی: 46568 Stevenlee، نامگذاری:1991SL) چهل و شش هزار و پانصد و شصت و هشتمین سیارک کشف شده‌است که در ۳۰ سپتامبر ۱۹۹۱ کشف شد.